# Sabah FK
Sabah FK je azerbajdžanski nogometni klub koji dolazi iz Masazira. Klub se trenutačno natječe u Azerbajdžanskoj Premier ligi.

## Povijest
Klub je osnovan 8. rujna 2017. godine, te se priključio Azerbajdžanskoj prvoj ligi tijekom sezone 2017./18. U toj sezoni klub je završio na 5. mjestu. Klubovi koji su te sezone završili na višim mjestima (Xəzər Bakı, Qaradağ Lökbatan, Şüvəlan i MOİK Bakı) nisu dobili licence za Azerbajdžansku Premier ligu, dok se Sabah direktno plasirao u Azerbajdžansku Premier ligu, dobivši licencu 12. svibnja 2018. Sabah je svoju prvu utakmicu u Azerbajdžanskoj Premier ligi igrao protiv Keşlə 12. kolovoza 2018. Utakmica je završila 1:0 za Sabah golom Marka Devića. Sabah je te sezone završio na 7. mjestu te tako izbjegao ispadanje.

## Druga momčad
Sabah ima drugu momčad koja se zove Sabah-2 FK. Sabah-2 FK se trenutačno natječe u Azerbajdžanskoj prvoj ligi

## Stadion
Sabah svoje utakmice igra na stadionu Alindža Arena u Masaziru. Kapacitet stadiona iznosi 13,000.

## Vanjske poveznice
- Službena web stranica kluba  Arhivirana inačica izvorne stranice od 28. prosinca 2019. (Wayback Machine)